# Quand on n'a que l'amour (album)
Albums de Jacques Brel
Jacques Brel et ses chansons
(1954) Au printemps
(1958)
Singles
1. Qu’avons-nous fait bonnes gens[N 1] ?
Sortie : mai 1956
2. Quand on n'a que l'amour[N 2]
Sortie : novembre 1956
3. L’air de la bêtise [N 3]
Sortie : mars 1958

Quand on n'a que l'amour est le second album de Jacques Brel sorti en 1957.
Pour cet album, Jacques Brel obtient le Grand Prix de l'Académie Charles-Cros. La chanson éponyme a constitué le premier succès de Jacques Brel.

## Liste des titres
Textes et musiques : Jacques Brel, sauf indication contraire. 
| 1. | Quand on n'a que l'amour         |                                   | 2:23 |
| 2. | Qu'avons-nous fait bonnes gens ? |                                   | 1:46 |
| 3. | Les Pieds dans le ruisseau       |                                   | 2:52 |
| 4. | Pardons                          | Jacques Brel et Jacques Vigouroux | 2:18 |
| 5. | La Bourrée du célibataire        |                                   | 2:24 |

| 6.  | L'Air de la bêtise | 4:23 |
| 7.  | Saint Pierre       | 2:18 |
| 8.  | J'en appelle       | 2:43 |
| 9.  | Heureux            | 2:51 |
| 10. | Les blés           | 1:47 |

La réédition CD de 2003 ajoute le bonus suivant :
| No  | Titre                                      | Durée |
| --- | ------------------------------------------ | ----- |
| 11. | Quand on n'a que l'amour (version de 1960) | 2:32  |

## Production
- Arrangements et direction musicale : André Popp (pistes 1, 4–10), Michel Legrand (pistes 2–3), François Rauber (piste 11)
- Prise de son : ?
- Production exécutive : Jacques Canetti
- Crédits visuels : A. Vénéroni